# Римско-католический приход Святого Михаила Архангела в Новогрудке
Прихо́д Свято́го Арха́нгела Михаи́ла в Новогру́дке – римско-католический приход, расположенный в Новогрудке, в Гродненском диоцезе, в Новогрудском деканате в Беларуси.
Церкви в приходе:
- Церковь Святого Архангела Михаила в Новогрудке – приходская церковь по ул. Адам Мицкевич, бывший доминиканский костёл.
- Церковь Преображения Господня в Новогрудке – место работы новогрудского ректора, костёл находится по улице 1 мая (ранее Ковальская); бывший приходской храм[2].

## История
В Новогрудке существовало несколько католических орденов: первыми были францисканцы пришедшие при великом князе литовском Гедимине, иезуиты появились в Новогрудке в XVI веке, с первой половины XVII-го века в городе при помощи конюшего литовского Криштофа Ходкевича появляются доминиканцы, бонифратры начали свою деятельность с разрешения Кшиштофа Ходкевича и вице-канцлера Литвы Казимира Льва Сапеги. Позже каждый из них построил себе по резиденции, так в Новогрудке появились: костёл и коллегиум иезуитов, костёл и монастырь бонифратров, костёл и монастырь доминиканцев и францисканский костёл св. Антония. Все ордена и часть их храмов с монастырями прекратили свою деятельность в результате репрессий царских властей после ноябрьского и январского восстаний. Уцелело только два храма: Церковь святого Архангела Михаила и Фарный костёл основанный в 1395 году великим князем литовским Витовтом. 31 декабря 1857 года решением Минской курии функция приходской церкви была передана от Фарного костёла к церкви св. Архангела Михаила.
19 марта 1945 года в Фарном костёле были похоронены останки 11 монахинь конгреции сестёр из Назарета, расстрелянных нацистами 1 августа 1943 года в близлежащем лесу и канонизированные папой Иоанном Павлом II 5 марта 2000 года. Фарный костёл был закрыт коммунистами в 1948 году. Храм вернулся верующим в 1992 году и восстановлен в 1997 году.